# Euroafrica Linie Żeglugowe
Euroafrica Services Limited sp. z o.o. (ang. Euroafrica Shipping Lines, ESL) – polski armator.

## Historia
Euroafricę utworzono 1 września 1991 w wyniku wyodrębnienia ze struktur Polskich Linii Oceanicznych - działającego od 1970 r. - szczecińskiego oddziału tego przedsiębiorstwa. Od 2002 r. posiadaczem większości udziałów w ESL jest Andrzej Hass. W 2010 r. Euroafrica została wykreślona ze szczecińskiego rejestru sądowego, gdyż przejęła ją spółka ESL Hass Holding LTD z siedzibą na Cyprze. Prezesem cypryjskiego holdingu jest Jacek Wiśniewski.

## Zadania
Przedsiębiorstwo realizuje połączenia między portami bałtyckimi a Wielką Brytanią oraz Afryką Zachodnią. W skład floty (wg stanu na 2010 r.) wchodzi 9 drobnicowców oraz 3 promy kolejowo-samochodowe eksploatowane przez Unity Line. W ofercie przedsiębiorstwa znajdują się przewozy konwencjonalnych ładunków drobnicowych, ładunków typu RORO (samochody ciężarowe, wagony kolejowe), a także rejsy pasażerskie na statkach towarowych.
Euroafrica sprawuje nadzór właścicielski nad przedsiębiorstwami:
- C. Hartwig Gdynia – firma spedycyjna
- Amber Sp. z o.o. – nieruchomości
- Hotel Haffner w Sopocie – branża hotelarska

## Flota
W skład floty ESL wchodzą:
- drobnicowce (stan na 2015 r.): MS Emerald, MS Granat, MS Nefryt, MS Onyks, MS Szafir[1] oraz MS Azuryt, MS Malahit[potrzebny przypis].
- kontenerowiec MV Maris[2]
- rorowiec: MS Amber (obecnie wyczarterowany – SEACARGO)[potrzebny przypis].
- promy morskie (operator Unity Line)[3]:
  - na linii Świnoujście – Ystad: MF Jan Śniadecki
  - na linii Świnoujście – Trelleborg: MF Copernicus[4], MF Galileusz